# Silnik Ford 1.8 TD
Silnik Ford 1.8 TD – silnik Diesla stosowany w samochodach osobowych marki Ford. Wersję wolnossącą tego silnika montowano pod koniec lat osiemdziesiątych w modelu Fiesta Mk III, oraz Escort Mk IV, a od lutego 1990 roku wprowadzono ten sam silnik w wersji turbodoładowanej do modelu Sierra MK II.
Ostatnie 1.8 TD montowano w modelu Focus MK I.

## Inne silniki
Modele europejskie Forda nie posiadały zbyt bogatej oferty obejmującej silniki Diesla. W latach osiemdziesiątych pojawiały się silniki produkcji koncernu PSA (szczególnie znany silnik 2.3D osiągający moc maksymalną 67 KM – niewysilona, wolnossąca jednostka z rozrządem na łańcuchu bezawaryjnie przekraczała przebiegi 500 tys. km). W pierwszych wersjach Escorta pojawiał się sporadycznie silnik 1.6 diesel, również wolnossący.

## Charakterystyka silnika

### Pojemność
1753 cm³, wtrysk pośredni (komora wirowa w głowicy)

### Układ
rzędowa czwórka (R4), SOHC (jeden wałek rozrządu umieszczony w głowicy)

### Ciśnienie sprężania nominalne
32 bary (minimalne: 27)

### Rozrząd
Dwa paski rozrządu – jeden napędzający wałek rozrządu, drugi napędzający pompę wtryskową; wymiana co 60 tys. km, luz zaworowy regulowany grubością płytek na popychaczach (szklankach) zaworowych, rozrząd ustawiany przy pomocy trzech specjalnych blokad (wału korbowego, kółka wałka rozrządu i kółka wałka pompy wtryskowej).
- Pasek rozrządu:
  - grubość: 20–22 mm
  - liczba zębów: 116
- Pasek pompy wtryskowej:
  - grubość: 20–22 mm
  - liczba zębów: 85
- W wersjach po '93 roku pompa cieczy chłodzącej na rozrządzie, starsze wersje posiadają pompę cieczy chłodzącej zewnętrzną napędzaną paskiem wieloklinowym 3PK z oddzielnym napinaczem paska.

### Moc
Poniżej 60 KM (wersja bez turbodoładowania), poprzez 75 KM (Sierra), do 90 KM (zwiększona dawka, zastosowanie intercoolera; Mondeo, Focus MK I)

### Pompy wtryskowe
Bosch (wersja bez turbodoładowania), Lucas (zarówno w wersji bez turbodoładowania, jak i turbodoładowanej)

### Ciśnienie doładowania turbosprężarki dla wersji uturbionej
0,85 bar (0,7-0,9), dotyczy również wersji z intercoolerem

### Turbosprężarka
Garett, ciśnienie doładowania sterowane aktuatorem połączonym cięgnem z zaworem upustowym (wastegatem)

### Rodzaje jednostek 1.8TD
- Zwykły 1.8TD (Lynx, napis „1.8 DIESEL” na pokrywie rozrządu);
- ENDURA-DE (napis o tej treści na pokrywie rozrządu)

W obu rodzajach zostały wprowadzone małe zmiany konstrukcyjne, a jedynie napis na pokrywie rozrządu może pozwolić na pierwszy rzut oka zidentyfikować z którym rodzajem ma się do czynienia.

### Urządzenia pomagające w uruchomieniu zimnego silnika
- świece żarowe (1 szt. na każdy cylinder);
- przyspieszacz kąta wtrysku zimnego silnika (elektromagnes; w przypadku silnika Endura-de dynamiczny przyspieszacz kąta wtrysku zimnego silnika);
- przyspieszacz prędkości obrotowej zimnego silnika (w silnikach po roku 1993) – linka od dźwigni obrotów poruszana przy pomocy silniczka krokowego, lub termostatu woskowego.
- elektryczny podgrzewacz paliwa

### Następca
1.8 TDCI (wtrysk bezpośredni).